# Complejo Educacional La Granja (Cajón)
El Complejo Educacional "La Granja" C-55 de Cajón, conocido también como Escuela Mixta Coeducacional N°18, Escuela Básica F-535 y Liceo Municipal C-55 Cajón, es un establecimiento educacional municipal ubicado en la localidad de Cajón, comuna de Vilcún (Chile). Atiende a los niveles de Pre-Básica, Educación General Básica Completa, Enseñanza Media Científico Humanista y Técnico Profesional con las especialidades de Agropecuaria y Telecomunicaciones, además de contar con un programa de Educación de Adultos Científico Humanista.

## Historia
La fundación de la Escuela Mixta Coeducional n°18 de Cajón data de 1953. Posteriormente fue creciendo, de modo que pasó a llamarse Liceo F-535 de Cajón en la década de 1980. Con la incorporación de la educación técnico profesional, pasa a llamarse Liceo Municipal C-55 de Cajón hasta 1992.
El 18 de noviembre de 1992 se promulga el decreto n°455 del Ministerio de Educación, el cual establece un convenio entre dicha cartera, la Ilustre Municipalidad de Vilcún y la Corporación Municipal de Desarrollo Social de Vilcún, con el objeto de desarrollar un Proyecto de Habilitación del establecimiento educacional que consistirá en agregar enseñanza media técnico-profesional a la enseñanza impartida por el establecimiento, conformando un Complejo Educacional. El acuerdo contó con la firma del Ministro de Educación, Ricardo Lagos Escobar y del alcalde de la comuna de Vilcún, Mario Andrés Espinoza Rivas.

## Incendio
El viernes 29 de noviembre de 1996 el establecimiento educacional sufre un grave incendio que dejó inhabilitada la infraestructura por varios años. Las pérdidas materiales bordearon los 400 millones de pesos, y la pérdida de archivos históricos, fotografías y datos de exalumnos se consideró invaluable. 